# العنف على المرأة في فنزويلا

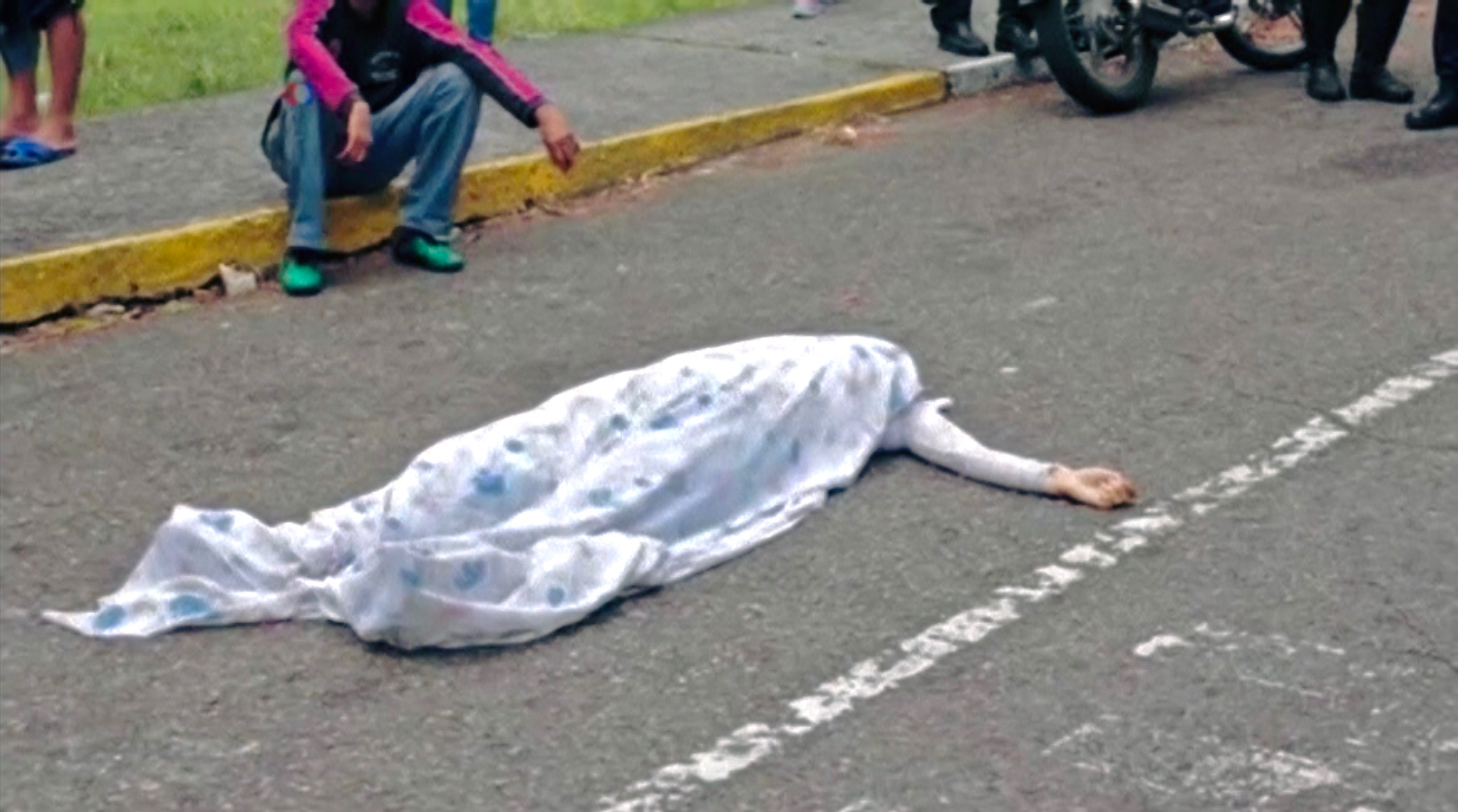
الطالبة الفنزويلية باولا راميرث مُردية قتيلةً على الأرض خلال المظاهرات الفنزويلية عام 2017

العنف على المرأة في فنزويلا موجود بالفعل في فنزويلا. مع الفساد والأزمة في فنزويلا، لم يُحاكَم الجناة. في عام 2014، فقط 0.7% من الشكاوى الرسمية حول العنف على المرأة أسفرت عن محاكمات. هناك قاعدة بيانات للأمم المتحدة حول العنف على المرأة في فنزويلا.

## العقبات

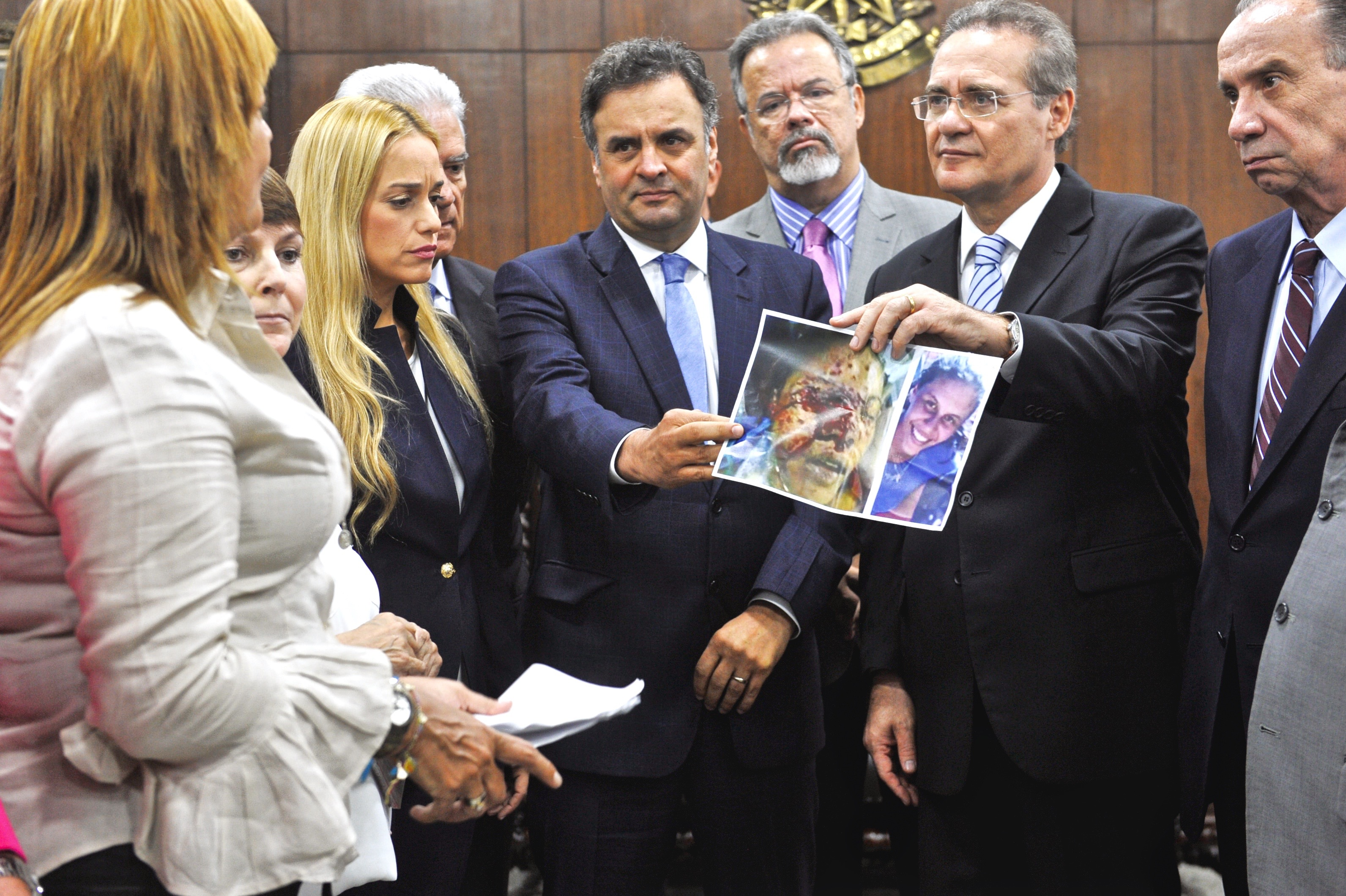
رئيس مجلس الشيوخ، السناتور رينان كاليروس يستقبل نشطاء المعارضة للحكومة الفنزويلية الحالية، ليليان تينتوري، ميتزي كابريليس وروزا أوروزكو، برفقة أعضاء مجلس الشيوخ البرازيلي وأعضاء الكونغرس

### الأزمة في فنزويلا
قالت ميخيا إن الأزمة الحالية في فنزويلا لم تسهم في زيادة العنف الجسدي المباشر ضد النساء فحسب، بل أيضًا في العنف غير المباشر. يظهر هذا العنف غير المباشر بطرق متعددة لأسباب متعددة. الرعاية الصحية في فنزويلا -كما تصف ميخيا- «رفاهية»، والنساء غير قادرات بشكل متزايد على رعاية الأطفال دون هذا الدعم، ولهذا السبب، فإن «المزيد والمزيد من النساء الفنزويليات يفضلن حتى أن يكنَّ عواقر». تقول ميخيا أيضًا إن ضعف الاقتصاد وأزمة المهاجرين تعني أن النساء يُجبرن على العمل بالجنس، ومن ثم، «هن عرضة للإتجار بالجنس». وقالت إن «الأزمة جعلت النساء في فنزويلا أكثر عرضة للخطر من الرجال، وأكثر عرضة للفقر، ولإهمال الدولة، بالأخص للعنف».

### تحويلهن إلى أدوات
نظرًا إلى ظهور صناعة مسابقة ملكة الجمال، تحولت النظرة للنساء الفنزويليات على أنهن أدوات للجمال والجنس. ذكرت إستير بينيدا، خبيرة دراسات المرأة الفنزويلية، أن شعبية ملكة جمال فنزويلا ومسابقات أخرى في فنزويلا تكشف كيف أن البلاد «شديدة التحيز الجنسي». على الرغم من الجدل الذي تثيره مسابقة ملكة جمال فنزويلا، لم تحظَ حركة أنا أيضًا بأي أهمية في فنزويلا. وفقا لبينيدا، في فنزويلا «يُنظر إلى الجمال الجسدي على أنه ذو قيمة... ويُعطى أهمية أكبر من أي سمة أخرى».

#### ملكة جمال فنزويلا
قد تتعرض المتسابقات في مسابقة ملكة جمال فنزويلا للدعارة والاستغلال الجنسي. تُعطى المتسابقات اليافعات إلى الأفراد الأقوياء في المجتمع الفنزويلي لمصالح جنسية. في بلدٍ مليء بالفقر، تلجأ النساء المستضعفات إلى الأفراد الأثرياء للحصول على الأموال. مع أن المشاركة في كثير من الأحيان تكلف عشرات الآلاف من الدولارات الأمريكية، لكن هؤلاء المشاركات يقدمن مغريات جنسية من أجل الحصول على الملابس الخاصة بهن، وإجراء عمليات الجراحة التجميلية، وجلسات التصوير ولتمويلهن من أجل «خلق وهم الجمال المثالي» الذي يحظى بالاحترام في الثقافة الفنزويلية. بعض المتسابقات اللواتي يُزعم تورطهن في مثل هذه الأفعال، مثل المشارِكة في مسابقة ملكة جمال فنزويلا 1989، باتريسيا فيلاسكيز، وملكة جمال فنزويلا 2006 كلاوديا سواريز.
مع تفاقم الأزمة في فنزويلا البوليفارية، اعتمدت النساء الفنزويليات على المسابقة لإيجاد طريقة للخروج من البلد المنكوب بالفقر.

## إحصائيات
لا تقدم الحكومة الفنزويلية إحصائيات موثوقة بشأن العنف على المرأة في البلاد. ومع ذلك، ذكرت اللجنة المعنية بالقضاء على التمييز ضد المرأة في عام 2014 أن العنف الموجه ضد المرأة كان «واسع الانتشار ومتزايدًا في فنزويلا».
في عام 2017، كان ما يزال هناك «تردد حكومي في نشر البيانات الصحية حول معدلات وفيات الأمهات والرضع، والتي [...] تصبح أخطر على نحو متزايد»، ومن الجدير بالذكر أيضًا أن فنزويلا «لديها سجل شفافية كئيب بشكل متزايد عندما يتعلق الأمر بمعلومات عامة عن معدلات العنف وسوء المعاملة». ذكرت لوز باتريشيا ميخيا خبيرة حقوق الإنسان والمرأة في فنزويلا أن هذا كله «يجعل من الصعب -إن لم يكن من المستحيل- إنشاء إحصاءات وطنية دقيقة».
لاحظ التقييم الدوري الذي أجرته الأمم المتحدة في عام 2011 أن  «المحاكم المتخصصة في [...] منع العنف على المرأة» في البلاد «قد حلت 134492 قضية منذ عام 2008». على الرغم من ذلك، فقد أوضح أن 85% من هذه القضايا حُلّت عبر «آليات التوفيق التي تضمنت الإجراءات الشفوية والوساطة الإلزامية»، أو العلاج.
ازدادت شبكات الإتجار بالجنس بين فنزويلا وترينيداد وتوباغو في 2010، حيث بيعت النساء الفنزويليات بمئات الدولارات للمشترين المقيمين في ترينيداد وتوباغو، بزعم أن ذلك مدعومٌ من السلطات الفنزويلية. ذكرت النساء الفنزويليات اللاتي رُحِّلن من ترينيداد وتوباغو في بعض الأحيان أنهن لم يكن لديهن إرادة حرة وكُنّ ضحايا الإتجار بالجنس.

## القانون
في عام 2007، سنت البلاد قانون Ley Organica Sobre el Derecho de las Mujeres a una Vida Libre de Violencia (القانون الأساسي بشأن حق المرأة في حياة خالية من العنف). ليندا لويزا، امرأة اغتُصِبت وعُذِّبت في عام 2001، تجاهلها 59 قاضيًا وتأخرت جلسات الاستماع 38 مرة على مدار سبعة عشر عامًا. تجاهلت الحكومة البوليفارية الاتفاقية الأمريكية لحقوق الإنسان في عام 2012، حيث سمحت لهم بتجاهل اختصاص قضائي يتعلق بهذا وبالهيئات ذات الصلة.  حُدِّث القانون الأساسي لعام 2007 في عام 2014 ليشمل أحكامًا بشأن قتل النساء بعد الحملات في البلاد.
تستضيف منظمة الدول الأمريكية وكالة داخلية، MESECVI، «لتعزيز حقوق المرأة وحمايتها وتحقيق المساواة بين الجنسين». قالت المديرة الفنية الحالية لها، الفنزويلية لوز باتريشيا ميخيا، «لا توجد ثقافة عدالة للمرأة بعد». اعتادت ميخيا العمل مقررة لحقوق المرأة في لجنة البلدان الأمريكية لحقوق الإنسان ورئيسًا لها.